# Garrulaxe à flancs gris
Pterorhinus caerulatus
Espèce
Synonymes
- Cinclosoma caerulatus Hodgson, 1836 (protonyme)

Statut de conservation UICN

 LC  : Préoccupation mineure
Le Garrulaxe à flancs gris (Pterorhinus caerulatus) est une espèce d'oiseaux de la famille des Leiothrichidae.

## Répartition
Cet Oiseau vit au Bhoutan, en Chine, en Inde, en Birmanie, au Népal, à Taïwan. Un temps introduite aux îles Hawaï, l'espèce a depuis disparu de l'archipel.

## Habitat
Son habitat naturel est la forêt montagneuse humide tropicale ou subtropicale.